# Danh sách phối ngẫu nước Anh

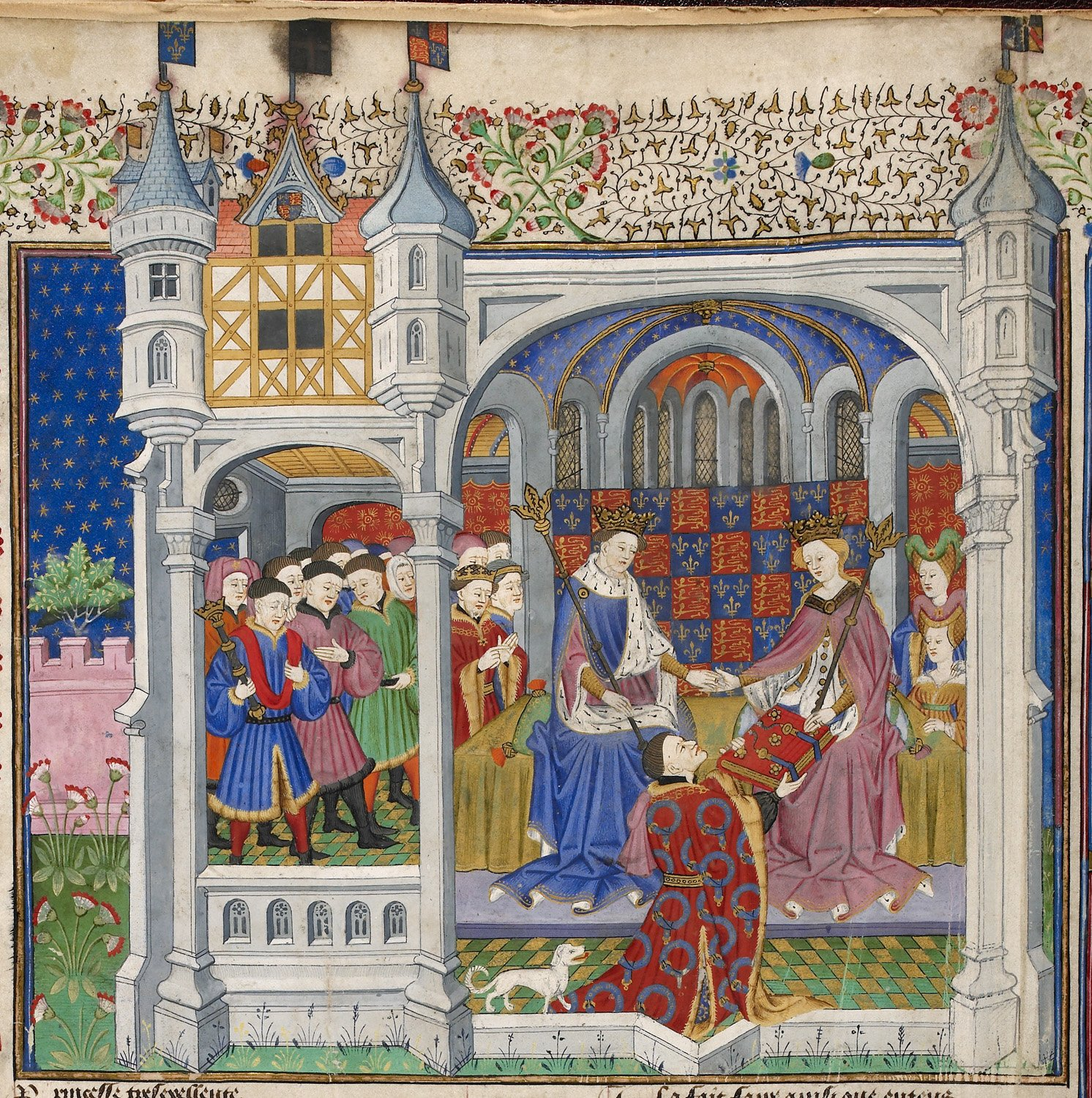
Lễ dâng tặng cho Vua Henry VI của Anh và Vương hậu Marguerite xứ Anjou.

Dưới đây là danh sách các hôn phối của Quốc vương và Nữ vương cai trị Vương quốc Anh từ triều đại nhà Wessex đến trước khi Đạo luật hợp nhất năm 1707 có hiệu lực.
Danh sách này bao gồm Vương hậu cùng Vương phu - chồng của các Nữ vương. Tuy vậy, có hai trường hợp không liệt kê vì cả quân chủ và hôn phối đều là đồng quân vương, họ vừa là phối ngẫu của nhau lại vừa cai trị như một vị vua độc lập so với nhau. Hai trường hợp đó là Nữ vương Mary I cùng chồng là Felipe II của Tây Ban Nha; và Nữ vương Mary II cùng chồng là William III của Anh.
Vương quốc Anh sáp nhập với Vương quốc Scotland vào năm 1707 để hình thành Liên hiệp Anh. Do đó, không có phối ngẫu nào của nước Anh kể từ ngày đó.

## Nhà Wessex, 927–1013
| Chân dung | Tên gọi                | Cha mẹ                             | Sinh           | Kết hôn | Trở thành phối ngẫu                                     | Đăng quang         | Kết thúc phối ngẫu                            | Mất                             | Hôn phối                |
| --------- | ---------------------- | ---------------------------------- | -------------- | ------- | ------------------------------------------------------- | ------------------ | --------------------------------------------- | ------------------------------- | ----------------------- |
|           | Ealhswith xứ Mercia    | Æthelred Mucel (cha)               | –              | 868     | k. 886 (Vưong hậu xứ Wessex từ ngày 23 tháng 4 năm 871) | –                  | 26 tháng 10 năm 899                           | 5 tháng 12 năm 902              | Alfred Đại đế           |
|           | Ælfflæd                | Æthelhelm (cha)                    | –              | 899     | 26 tháng 10 năm 899                                     | –                  | Cuối những năm 910 (hôn nhân giải thể)        | –                               | Edward trưởng giả       |
|           | Eadgifu xứ Kent        | Sigehelm, Thủ trưởng xứ Kent (cha) | k. 903         | 919     | 919                                                     | –                  | 17 tháng 7 năm 924                            | k. 966                          | Edward trưởng giả       |
|           | Ælfgifu xứ Shaftesbury | –                                  | –              | –       | –                                                       | –                  | 944                                           | 944                             | Edmund I Cao ngạo       |
|           | Æthelflæd xứ Damerham  | Ælfgar Dye (cha)                   | –              | 944     | 944                                                     | –                  | 26 tháng 5 năm 946                            | giữa 962 (975) và 991           | Edmund I Cao ngạo       |
|           | Ælfgifu                | Æthelgifu (mẹ)                     | –              | 955     | 955                                                     | –                  | 958 Ly hôn                                    | Tháng 9 năm 959                 | Eadwig                  |
|           | Ælfthryth xứ Devon     | Ordgar, Thủ trưởng xứ Devon        | –              | 964/965 | 964/965                                                 | 11 tháng 5 năm 973 | 8 tháng 7 năm 975                             | 17 tháng 11 năm 999 (hoặc 1001) | Edgar Hòa bình          |
|           | Ælfgifu xứ York        | Thored, Thủ trưởng xứ York         | –              | –       | –                                                       | –                  | –                                             | trước năm 1002                  | Æthelred Không sẵn sàng |
|           | Emma xứ Normandie      | Richard I xứ Normandie Gunnor      | khoảng năm 985 | 1002    | 1002                                                    | –                  | 25 tháng 12 năm 1013 Chồng bị phế truất truất | 6 tháng 3 năm 1052              | Æthelred Không sẵn sàng |

## Nhà Đan Mạch, 1013–1014
| Chân dung | Tên gọi                                                      | Cha mẹ | Sinh | Kết hôn | Trở thành phối ngẫu  | Đăng quang | Kết thúc phối ngẫu | Mất | Hôn phối      |
| --------- | ------------------------------------------------------------ | ------ | ---- | ------- | -------------------- | ---------- | ------------------ | --- | ------------- |
|           | Sigrid Kiêu kỳ (còn nghi vấn) và/hoặc Świętosława của Ba Lan |        |      | 996     | 25 tháng 12 năm 1013 | –          | 3 tháng 2 năm 1014 |     | Svend Tveskæg |

## Nhà Wessex (phục vị lần 1), 1014–1016
| Chân dung | Tên gọi                     | Cha mẹ                        | Sinh           | Kết hôn | Trở thành phối ngẫu | Đăng quang | Kết thúc phối ngẫu                            | Mất                | Hôn phối                |
| --------- | --------------------------- | ----------------------------- | -------------- | ------- | ------------------- | ---------- | --------------------------------------------- | ------------------ | ----------------------- |
|           | Emma xứ Normandie (phục vị) | Richard I xứ Normandie Gunnor | khoảng năm 985 | 1002    | 1002                | –          | 25 tháng 12 năm 1013 Chồng bị phế truất truất | 6 tháng 3 năm 1052 | Æthelred Không sẵn sàng |
|           | Ealdgyth                    | –                             | khoảng 992     | 1015    | 23 tháng 4 năm 1016 | –          | 30 tháng 11 năm 1016                          | –                  | Edmund II Ironside      |

## Nhà Đan Mạch (phục vị), 1016–1042
| Chân dung | Tên gọi                         | Cha mẹ                        | Sinh           | Kết hôn          | Trở thành phối ngẫu | Đăng quang | Kết thúc phối ngẫu             | Mất                | Hôn phối    |
| --------- | ------------------------------- | ----------------------------- | -------------- | ---------------- | ------------------- | ---------- | ------------------------------ | ------------------ | ----------- |
|           | Emma xứ Normandie (lần thứ hai) | Richard I xứ Normandie Gunnor | khoảng năm 985 | Tháng 7 năm 1017 | Tháng 7 năm 1017    | –          | 12 tháng 11 năm 1035 Chồng mất | 6 tháng 3 năm 1052 | Knud Đại đế |

## Nhà Wessex (phục vị lần 2), 1042–1066
| Chân dung | Tên gọi         | Cha mẹ                                         | Sinh            | Kết hôn          | Trở thành phối ngẫu | Đăng quang | Kết thúc phối ngẫu             | Mất                  | Hôn phối                        |
| --------- | --------------- | ---------------------------------------------- | --------------- | ---------------- | ------------------- | ---------- | ------------------------------ | -------------------- | ------------------------------- |
|           | Edith xứ Wessex | Godwin, Bá tước xứ Wessex Gytha Thorkelsdóttir | 1029            | 1045             | 1045                | Không có   | 4 tháng 1 năm 1066 Chồng mất   | 19 tháng 12 năm 1075 | Edward Người Tuyên xưng Đức tin |
|           | Ealdgyth        | Ælfgar, Bá tước xứ Mercia Ælfgifu              | khoảng năm 1057 | Tháng 1 năm 1066 | Tháng 1 năm 1066    | Không có   | 14 tháng 10 năm 1066 Chồng mất | 1066                 | Harold II Godwinson             |

## Nhà Normandy, 1066–1135, & 1141
Năm 1066, Công tước xứ Normandie là William kẻ Chinh phạt, đã giết Quốc vương Harold Godwinson tại Trận Hastings sau đó khiến toàn bộ quý tộc Anh phục tùng, tự xưng Vương. Triều đại chấm dứt khi con trai nhỏ của William là Henry I của Anh qua đời mà không có người thừa kế nam, dù con gái Henry là Hoàng hậu Matilda đòi quyền kế vị.
| Chân dung | Tên gọi                | Cha mẹ                                            | Sinh                | Kết hôn              | Trở thành phối ngẫu                   | Đăng quang               | Kết thúc phối ngẫu                  | Mất                 | Hôn phối  |
| --------- | ---------------------- | ------------------------------------------------- | ------------------- | -------------------- | ------------------------------------- | ------------------------ | ----------------------------------- | ------------------- | --------- |
|           | Mathilde xứ Vlaanderen | Boudewijn V, Bá tước xứ Vlaanderen Adèle của Pháp | khoảng năm 1031     | 1053                 | 25 tháng 12 năm 1066 Chồng đăng quang | 11 tháng 5 năm 1068      | 2 tháng 11 năm 1083                 | 2 tháng 11 năm 1083 | William I |
|           | Matilda của Scotland   | Malcolm III của Scotland Margaret của Wessex      | khoảng năm 1080     | 11 tháng 11 năm 1100 | 11 tháng 11 năm 1100                  | 11 (?) tháng 11 năm 1100 | 1 tháng 5 năm 1118                  | 1 tháng 5 năm 1118  | Henry I   |
|           | Adelheid xứ Leuven     | Godfried I, Bá tước xứ Leuven Ida xứ Chiny        | khoảng năm 1103     | 24 tháng 1 năm 1121  | 24 tháng 1 năm 1121                   | 30 tháng 1 năm 1121      | 1 tháng 12 năm 1135 Chồng mất       | 23 tháng 4 năm 1151 | Henry I   |
|           | Geoffroy V xứ Anjou    | Fulk V xứ Anjou Ermengarde xứ Maine               | 24 tháng 4 năm 1113 | 1128                 | 7 tháng 4 năm 1141 Vợ đăng quang      | -                        | 1 tháng 11 năm 1141 Vợ bị phế truất | 7 tháng 9 năm 1151  | Matilda   |

## Nhà Blois, 1135–1154
Năm 1135, Stephen xứ Blois, con trai của Adela - chị em gái của Henry I của Anh, đã xưng chiếm ngai vàng Anh trong khi người em họ là Hoàng hậu Matilda cũng đòi quyền cai trị, dù các Nam tước Norman khước từ nữ giới có quyền thừa kế.
| Chân dung | Tên gọi                | Cha mẹ                                              | Sinh            | Kết hôn | Trở thành phối ngẫu                   | Đăng quang          | Kết thúc phối ngẫu | Mất                | Hôn phối |
| --------- | ---------------------- | --------------------------------------------------- | --------------- | ------- | ------------------------------------- | ------------------- | ------------------ | ------------------ | -------- |
|           | Mathilde I xứ Boulogne | Eustache III, Bá tước xứ Boulogne Mary của Scotland | khoảng năm 1105 | 1125    | 22 tháng 12 năm 1135 Chồng đăng quang | 22 tháng 3 năm 1136 | 3 tháng 5 năm 1152 | 3 tháng 5 năm 1152 | Stephen  |

## Nhà Plantagenet, 1154–1485
| Chân dung   | Huy hiệu | Tên gọi                      | Cha mẹ                                                     | Sinh                  | Kết hôn                                 | Trở thành phối ngẫu                     | Đăng quang           | Kết thúc phối ngẫu                           | Mất                  | Hôn phối         |
| ----------- | -------- | ---------------------------- | ---------------------------------------------------------- | --------------------- | --------------------------------------- | --------------------------------------- | -------------------- | -------------------------------------------- | -------------------- | ---------------- |
|             |          | Aliénor I của Aquitaine      | Guillaume X xứ Aquitaine Aenor de Châtellerault            | khoảng năm 1122       | 18 tháng 5 năm 1152                     | 19 tháng 12 năm 1154 Chồng đăng quang   | 19 tháng 12 năm 1154 | 6 tháng 7 năm 1189 Chồng mất                 | 1 tháng 4 năm 1204   | Henry II         |
|             |          | Marguerite của Pháp          | Louis VII của Pháp Constanza của Castilla                  | 1158                  | 1162                                    | 1170 Chồng đăng quang                   | 27 tháng 8 năm 1172  | 11 tháng 6 năm 1183 Chồng mất                | 1197                 | Henry vị Vua trẻ |
|             |          | Berenguela xứ Navarra        | Sancho VI xứ Navarra Sancha xứ Castilla                    | Giữa năm 1165 và 1170 | 12 tháng 5 năm 1191                     | 12 tháng 5 năm 1191                     | 12 tháng 5 năm 1191  | 6 tháng 4 năm 1199 Chồng mất                 | 23 tháng 12 năm 1230 | Richard I        |
| không khung |          | Isabelle I xứ Angoulême      | Aymar xứ Angoulême Alix xứ Courtenay                       | Khoảng năm 1187       | 24 tháng 8 năm 1200                     | 24 tháng 8 năm 1200                     | 8 tháng 10 năm 1200  | 18 hoặc 19 tháng 10 năm 1216 Chồng mất       | 31 tháng 5 năm 1246  | John             |
|             |          | Éléonore xứ Provence         | Ramon Berenguer IV, Bá tước xứ Provence Béatrice xứ Savoie | khoảng năm 1223       | 14 tháng 1 năm 1236                     | 14 tháng 1 năm 1236                     | 20 tháng 1 năm 1236  | 16 tháng 11 năm 1272 Chồng mất               | 24 tháng 6 năm 1291  | Henry III        |
|             |          | Leonor của Castilla          | Fernando III của Castilla Jeanne I xứ Ponthieu             | 1241                  | 1 tháng 11 năm 1254                     | 20 tháng 11 năm 1272 Chồng đăng quang   | 19 tháng 8 năm 1274  | 28 tháng 11 năm 1290                         | 28 tháng 11 năm 1290 | Edward I         |
|             |          | Marguerite của Pháp          | Philippe III của Pháp Marie xứ Brabant                     | 1282                  | 8 hoặc 10 tháng 9 năm 1299              | 8 hoặc 10 tháng 9 năm 1299              | Không có             | 7 tháng 7 năm 1307 Chồng mất                 | 14 tháng 2 năm 1317  | Edward I         |
|             |          | Isabelle của Pháp và Navarra | Philippe IV của Pháp Juana I của Navarra                   | Giữa năm 1288 và 1296 | 25 tháng 1 năm 1308                     | 25 tháng 1 năm 1308                     | 25 tháng 2 năm 1308  | 20 tháng 1 năm 1327 Chồng bị phế truất       | 22 tháng 8 năm 1358  | Edward II        |
|             |          | Philippa xứ Hainault         | Guillaume I, Bá tước xứ Hainaut Jeanne xứ Valois           | 24 tháng 6 năm 1314   | 24 tháng 1 năm 1328                     | 24 tháng 1 năm 1328                     | 18 tháng 2 năm 1330  | 15 tháng 8 năm 1369                          | 15 tháng 8 năm 1369  | Edward III       |
|             |          | Anne của Bohemia             | Karl IV, Hoàng đế Thánh chế La Mã Elisabeth xứ Pomerania   | 11 tháng 5 năm 1366   | 20 tháng 1 năm 1382                     | 20 tháng 1 năm 1382                     | 22 tháng 1 năm 1382  | 7 tháng 6 năm 1394                           | 7 tháng 6 năm 1394   | Richard II       |
|             |          | Isabelle của Pháp            | Charles VI của Pháp Isabeau xứ Bavaria                     | 9 tháng 11 năm 1387   | 31 tháng 10 năm hay 1 tháng 11 năm 1396 | 31 tháng 10 năm hay 1 tháng 11 năm 1396 | 8 tháng 1 năm 1397   | 30 tháng 9 năm 1399 Chồng bị phế truất truất | 13 tháng 9 năm 1409  | Richard II       |

### Nhà Lancaster, 1399–1461, 1470–1471
| Chân dung | Huy hiệu | Tên gọi             | Cha mẹ                                           | Sinh                 | Kết hôn             | Trở thành phối ngẫu | Đăng quang          | Kết thúc phối ngẫu            | Mất                 | Hôn phối |
| --------- | -------- | ------------------- | ------------------------------------------------ | -------------------- | ------------------- | ------------------- | ------------------- | ----------------------------- | ------------------- | -------- |
|           |          | Juana của Navarra   | Carlos II của Navarra Jeanne của Pháp            | c. 1370              | 7 tháng 2 năm 1403  | 7 tháng 2 năm 1403  | 26 tháng 2 năm 1403 | 20 tháng 3 năm 1413 Chồng mất | 10 tháng 6 năm 1437 | Henry IV |
|           |          | Catherine của Pháp  | Charles VI của Pháp Isabeau xứ Bavaria           | 27 tháng 10 năm 1401 | 2 tháng 6 năm 1420  | 2 tháng 6 năm 1420  | 23 tháng 2 năm 1421 | 31 tháng 8 năm 1422 Chồng mất | 3 tháng 1 năm 1437  | Henry V  |
|           |          | Marguerite xứ Anjou | René xứ Anjou Isabelle, Nữ Công tước xứ Lorraine | 23 tháng 3 năm 1430  | 23 tháng 4 năm 1445 | 23 tháng 4 năm 1445 | 30 tháng 5 năm 1445 | 21 tháng 5 năm 1471 Chồng mất | 25 tháng 8 năm 1482 | Henry VI |

### Nhà York, 1461–1470, 1471–1485
| Chân dung | Huy hiệu | Tên gọi             | Cha mẹ                                                                           | Sinh                | Kết hôn             | Trở thành phối ngẫu                  | Đăng quang          | Kết thúc phối ngẫu           | Mất                 | Hôn phối    |
| --------- | -------- | ------------------- | -------------------------------------------------------------------------------- | ------------------- | ------------------- | ------------------------------------ | ------------------- | ---------------------------- | ------------------- | ----------- |
|           |          | Elizabeth Woodville | Richard Woodville, Bá tước Rivers thứ nhất Jacquetta xứ Luxembourg               | c. 1437             | 1 tháng 5 năm 1464  | 1 tháng 5 năm 1464                   | 26 tháng 5 năm 1465 | 9 tháng 4 năm 1483 Chồng mất | 8 tháng 6 năm 1492  | Edward IV   |
|           |          | Anne Neville        | Richard Neville, Bá tước thứ 16 xứ Warwick Anne Beauchamp, Nữ Bá tước xứ Warwick | 11 tháng 6 năm 1456 | 12 tháng 7 năm 1472 | 26 tháng 6 năm 1483 Chồng đăng quang | 6 tháng 7 năm 1483  | 16 tháng 3 năm 1485          | 16 tháng 3 năm 1485 | Richard III |

## Nhà Tudor, 1485–1603
| Chân dung | Huy hiệu | Tên gọi             | Cha mẹ                                                    | Sinh                  | Kết hôn             | Trở thành phối ngẫu | Đăng quang                                             | Kết thúc phối ngẫu                     | Mất                         | Hôn phối   |
| --------- | -------- | ------------------- | --------------------------------------------------------- | --------------------- | ------------------- | ------------------- | ------------------------------------------------------ | -------------------------------------- | --------------------------- | ---------- |
|           |          | Elizabeth xứ York   | Edward IV của Anh Elizabeth Woodville                     | 11 tháng 2 năm 1466   | 18 tháng 1 năm 1486 | 18 tháng 1 năm 1486 | 25 tháng 11 năm 1487                                   | 11 tháng 2 năm 1503                    | 11 tháng 2 năm 1503         | Henry VII  |
|           |          | Catalina của Aragón | Fernando II của Aragon Isabel I của Castilla              | 16 tháng 12 năm 1485  | 11 tháng 6 năm 1509 | 11 tháng 6 năm 1509 | 24 tháng 6 năm 1509                                    | 23 tháng 5 năm 1533 Tiêu hôn           | 7 tháng 1 năm 1536          | Henry VIII |
|           |          | Anne Boleyn         | Thomas Boleyn, Bá tước xứ Wiltshire Lady Elizabeth Howard | Giữa năm 1501 và 1507 | 28 tháng 5 năm 1533 | 28 tháng 5 năm 1533 | 1 tháng 6 năm 1533                                     | 17 tháng 5 năm 1536 Tiêu hôn           | 19 tháng 5 năm 1536 Tử hình | Henry VIII |
|           |          | Jane Seymour        | Sir John Seymour Margery Wentworth                        | Giữa năm 1507 và 1509 | 30 tháng 5 năm 1536 | 30 tháng 5 năm 1536 | Không có Tuyên bố là Vương hậu ngày 4 tháng 6 năm 1536 | 24 tháng 10 năm 1537                   | 24 tháng 10 năm 1537        | Henry VIII |
|           |          | Anna xứ Kleve       | Johann III xứ Kleve Maria xứ Jülich-Berg                  | 22 tháng 9 năm 1515   | 6 tháng 1 năm 1540  | 6 tháng 1 năm 1540  | Không có                                               | 9 tháng 7 năm 1540 Tiêu hôn            | 16 tháng 7 năm 1557         | Henry VIII |
|           |          | Catherine Howard    | Lord Edmund Howard Joyce Culpeper                         | Giữa năm 1520 và 1525 | 28 tháng 7 năm 1540 | 28 tháng 7 năm 1540 | Không có                                               | 23 tháng 11 năm 1541 Phế truất vị hiệu | 13 tháng 2 năm 1542 Tử hình | Henry VIII |
|           |          | Catherine Parr      | Sir Thomas Parr Maud Green                                | 1512                  | 12 tháng 7 năm 1543 | 12 tháng 7 năm 1543 | Không có                                               | 28 tháng 1 năm 1547 Chồng mất          | 5 tháng 9 năm 1548          | Henry VIII |

### Tranh cãi
Vì Lady Jane Grey là Nữ vương trên thực tế, nên chồng của bà cũng được tính ở đây về mặt nào đó. Cả hai về sau bị tử hình.
| Chân dung | Huy hiệu | Tên gọi          | Cha mẹ                                                  | Sinh            | Kết hôn             | Trở thành phối ngẫu             | Đăng quang | Kết thúc phối ngẫu                  | Mất                 | Hôn phối  |
| --------- | -------- | ---------------- | ------------------------------------------------------- | --------------- | ------------------- | ------------------------------- | ---------- | ----------------------------------- | ------------------- | --------- |
|           |          | Guildford Dudley | John Dudley, Công tước xứ Northumberland Jane Guildford | Khoảng năm 1535 | 15 tháng 5 năm 1553 | 10 tháng 7 năm 1553 Vợ lên ngôi | Không có   | 19 tháng 7 năm 1553 Vợ bị phế truất | 12 tháng 2 năm 1554 | Jane Grey |

## Nhà Stuart, 1603–1707
Sau cái chết của Nữ vương Elizabeth I, vương vị của Anh truyền qua người cháu họ (cháu chắt của Margaret Tudor, chị gái Henry VIII) và cũng là người có khả năng kế thừa nhất vào lúc đó, James VI của Scotland, sau đó trở thành James I của Anh. Triều đại này bị xen giữa thời kỳ vô chính phủ Cộng hòa Anh từ năm 1649 đến 1660. Sau đó, Vương quốc Anh sáp nhập với Vương quốc Scotland vào năm 1707, trở thành Liên hiệp Anh.
| Chân dung | Huy hiệu | Tên gọi                            | Cha mẹ                                                        | Sinh                 | Kết hôn                                            | Trở thành phối ngẫu                                | Đăng quang          | Kết thúc phối ngẫu                      | Mất                  | Hôn phối   |
| --------- | -------- | ---------------------------------- | ------------------------------------------------------------- | -------------------- | -------------------------------------------------- | -------------------------------------------------- | ------------------- | --------------------------------------- | -------------------- | ---------- |
|           |          | Anna của Đan Mạch                  | Frederick II của Đan Mạch Sophie xứ Mecklenburg-Güstrow       | 12 tháng 12 năm 1574 | 23 tháng 11 năm 1589                               | 24 tháng 3 năm 1603 Chồng đăng quang               | 25 tháng 7 năm 1603 | 4 tháng 3 năm 1619                      | 4 tháng 3 năm 1619   | James I    |
|           |          | Henriette Marie của Pháp           | Henri IV của Pháp Maria de' Medici                            | 25 tháng 11 năm 1609 | 11 tháng 5 năm 1625 (ủy nhiệm) 13 tháng 6 năm 1625 | 11 tháng 5 năm 1625 (ủy nhiệm) 13 tháng 6 năm 1625 | Không có            | 30 tháng 1 năm 1649 Chồng mất           | 10 tháng 9 năm 1669  | Charles I  |
|           |          | Catarina Henriqueta của Bồ Đào Nha | João IV của Bồ Đào Nha Luisa xứ Guzmán                        | 25 tháng 11 năm 1638 | 21 tháng 5 năm 1662                                | 21 tháng 5 năm 1662                                | Không có            | 6 tháng 2 năm 1685 Chồng mất            | 30 tháng 11 năm 1705 | Charles II |
|           |          | Maria xứ Modena                    | Alfonso IV d'Este, Công tước xứ Modena Laura Martinozzi       | 5 tháng 10 năm 1658  | 30 tháng 9 năm 1673 (ủy nhiệm)                     | 6 tháng 2 năm 1685 Chồng đăng quang                | 23 tháng 4 năm 1685 | 11 tháng 12 năm 1688 Chồng bị phế truất | 7 tháng 5 năm 1718   | James II   |
|           |          | Jørgen của Đan Mạch                | Frederik III của Đan Mạch Sophie Amalie xứ Brunswick-Lüneburg | 2 tháng 4 năm 1653   | 28 tháng 7 năm 1683                                | 8 tháng 3 năm 1702 Vợ lên ngôi                     | Không có            | 1 tháng 5 năm 1707 Đạo luật hợp nhất    | 28 tháng 10 năm 1708 | Anne       |